# Sezon snookerowy 2023/2024
Sezon snookerowy 2023/2024 – seria turniejów snookerowych rozgrywanych między 4 maja 2023 a 6 maja 2024 roku.

## Gracze
W sezonie 2023/2024 bierze udział 133 profesjonalnych zawodników, z czego 64 zawodników z rankingu zarobkowego na koniec poprzedniego sezonu i kolejnych 32 zawodników obsadzonych z automatu graczami, którzy w zeszłym roku otrzymali kartę gry na okres 2 lat. Cztery kolejne miejsca uzupełniają najlepsi gracze z rankingu obejmującego tylko jeden sezon, którzy nie zakwalifikowali się do gry z innej listy, kolejne dwa miejsca obsadzone są zawodnikami z Q Tour, dwóch zawodników pochodzi z World Women’s Snooker Tour, i kolejne osiem miejsc dla najlepszych zawodników z Q School. Dodatkowe cztery miejsca dla zawodników z Q School Azji i Oceanii. Reszta miejsc dla zawodników z turniejów amatorskich i nominowanych dziką kartą.
|  | Mistrzowie kontynentalni: 1. WSF Championship 2023 (WSF): Ma Hailong 2. WSF Junior Championship 2023 (WSF): Stan Moody 3. Mistrzostwa Europy 2023 (EBSA): Ross Muir 4. Mistrzostwa Europy U-21 2023 (EBSA): Liam Graham 5. Mistrzostwa Azji i Pacyfiku 2023 (APSBF): Liu Hongyu 6. Mistrzostwa Panamerykańskie 2022 (PABSA): Ahmed Aly 7. Mistrzostwa Afryki 2023 (ABSC): Mostafa Dorgham Ranking jednoroczny 1. Daniel Wells 2. Jimmy White 3. Ian Burns 4. Hammad Miah Q Tour 1. Martin O’Donnell 2. Ashley Carty CBSA China Tour 1. Jiang Jun 2. Long Zehuang 3. Xing Zihao | World Women’s Snooker Tour 1. Siripaporn Nuanthakhamjan 2. Reanne Evans Q School 1. Alexander Ursenbacher 2. Andrew Higginson 3. Liam Pullen 4. Andrew Pagett 5. Dean Young 6. Louis Heathcote 7. Stuart Carrington 8. Alfred Burden Q School Azja i Oceania 1. Thor Chuan Leong 2. Manasawin Phetmalaikul 3. Ishpreet Singh Chadha 4. He Guoqiang Specjalne nominacje 1. Marco Fu |

## Kalendarz
Kalendarz najistotniejszych (w szczególności rankingowych) turniejów snookerowych w sezonie 2023/2024.

| Daty  | Daty  | Gospodarz         | Nazwa turnieju             | Miejsce                       | Miasto     | Zwycięzca                | Finalista                | Wynik |
| ----- | ----- | ----------------- | -------------------------- | ----------------------------- | ---------- | ------------------------ | ------------------------ | ----- |
| 04.05 | 07.05 | Austria           | Vienna Snooker Open        | 15 Reds Köö Wien Snooker Club | Wiedeń     | Florian Nüßle            | Lukas Kleckers           | 5-0   |
| 26.06 | 21.07 | Anglia            | Championship League        | Leicester Arena               | Leicester  | Shaun Murphy             | Mark Williams            | 3-0   |
| 22.08 | 27.08 | Niemcy            | European Masters           | Kia Metropol Arena            | Norymberg  | Barry Hawkins            | Judd Trump               | 9-6   |
| 11.09 | 17.09 | Chiny             | Shanghai Masters           | Shanghai Indoor Stadium       | Szanghaj   | Ronnie O’Sullivan        | Luca Brecel              | 11-9  |
| 25.09 | 01.10 | Anglia            | British Open               | The Centaur                   | Cheltenham | Mark Williams            | Mark Selby               | 10-7  |
| 02.10 | 08.10 | Anglia            | English Open               | Brentwood Centre              | Brentwood  | Judd Trump               | Zhang Anda               | 9-7   |
| 09.10 | 15.10 | Chiny             | Wuhan Open                 | Wuhan Sport Gymnasium         | Wuhan      | Judd Trump               | Allister Carter          | 10-7  |
| 22.10 | 29.10 | Irlandia Północna | Northern Ireland Open      | Waterfront Hall               | Belfast    | Judd Trump               | Chris Wakelin            | 9-3   |
| 05.11 | 12.11 | Chiny             | International Championship | Tianjin People’s Stadium      | Tiencin    | Zhang Anda               | Tom Ford                 | 10-6  |
| 13.11 | 19.11 | Anglia            | Champion of Champions      | Toughsheet Community Stadium  | Bolton     | Mark Allen               | Judd Trump               | 10-3  |
| 25.11 | 03.12 | Anglia            | UK Championship            | Barbican Centre               | York       | Ronnie O’Sullivan        | Ding Junhui              | 10-7  |
| 06.12 | 09.12 | Walia             | Shoot Out                  | Swansea Arena                 | Swansea    | Mark Allen               | Cao Yupeng               | 1-0   |
| 11.12 | 17.12 | Szkocja           | Scottish Open              | Meadowbank Sports Centre      | Edynburg   | Gary Wilson              | Noppon Saengkham         | 9-5   |
| 07.01 | 14.01 | Anglia            | Masters                    | Alexandra Palace              | Londyn     | Ronnie O’Sullivan        | Allister Carter          | 10-7  |
| 15.01 | 21.01 | Anglia            | World Grand Prix           | Leicester Arena               | Leicester  | Ronnie O’Sullivan        | Judd Trump               | 10-7  |
| 29.01 | 04.02 | Niemcy            | German Masters             | Tempodrom                     | Berlin     | Judd Trump               | Si Jiahui                | 10-5  |
| 12.02 | 18.02 | Walia             | Welsh Open                 | Venue Cymru                   | Llandudno  | Gary Wilson              | Martin O’Donnell         | 9-4   |
| 19.02 | 25.02 | Anglia            | Players Championship       | Telford International Centre  | Telford    | Mark Allen               | Zhang Anda               | 10-8  |
| 04.03 | 06.03 | Arabia Saudyjska  | World Masters of Snooker   | Boulevard Arena               | Rijad      | Ronnie O’Sullivan        | Luca Brecel              | 5-2   |
| 02.01 | 13.03 | Anglia            | Championship League        | Leicester Arena               | Leicester  | Mark Selby               | Joe O’Connor             | 3-1   |
| 18.03 | 24.03 | Chiny             | World Open                 | Yushan Sport Centre           | Yushan     | Judd Trump               | Ding Junhui              | 10-4  |
| 30.03 | 31.03 | Anglia            | World Mixed Doubles        | Manchester Central            | Manchester | Luca Brecel Reanne Evans | Mark Selby Rebecca Kenna | 4-2   |
| 01.04 | 07.04 | Anglia            | Tour Championship          | Manchester Central            | Manchester | Mark Williams            | Ronnie O’Sullivan        | 10-5  |
| 20.04 | 06.05 | Anglia            | Mistrzostwa Świata         | Crucible Theatre              | Sheffield  | Kyren Wilson             | Jak Jones                | 18-14 |

| Turnieje rankingowe                        |
| Inne turnieje, nierankingowe               |
| Turnieje profesjonalno-amatorskie (Pro-am) |

## Przyznawane nagrody pieniężne w turniejach
| Nazwa turnieju              | O 144 | O 128 | O 112  | O 96   | O 80    | O 64   | O 48    | O 32    | O 24   | O 16    | O 12    | Ćwierćfinał | O 6    | Półfinał | Finalista | Zwycięzca |
| --------------------------- | ----- | ----- | ------ | ------ | ------- | ------ | ------- | ------- | ------ | ------- | ------- | ----------- | ------ | -------- | --------- | --------- |
| Championship League Snooker | –     | £0    | –      | £1 000 | –       | £2 000 | –       | £4 000  | £5 000 | £6 000  | –       | £8 000      | £9 000 | £11 000  | £23 000   | £33 000   |
| European Masters            | –     | £0    | –      | –      | –       | £3 000 | –       | £4 500  | –      | £7 500  | –       | £11 000     | –      | £17 500  | £35 000   | £80 000   |
| British Open                | –     | £0    | –      | –      | –       | £3 000 | –       | £5 000  | –      | £8 000  | –       | £12 000     | –      | £20 000  | £45 000   | £100 000  |
| English Open                | –     | £0    | –      | –      | –       | £3 000 | –       | £4 500  | –      | £7 500  | –       | £11 000     | –      | £17 500  | £35 000   | £80 000   |
| Wuhan Open                  | –     | £0    | –      | –      | –       | £4 500 | –       | £8 000  | –      | £12 000 | –       | £16 000     | –      | £30 000  | £63 000   | £140 000  |
| Northern Ireland Open       | –     | £0    | –      | –      | –       | £3 000 | –       | £4 500  | –      | £7 500  | –       | £11 000     | –      | £17 500  | £35 000   | £80 000   |
| International Championship  | –     | £0    | –      | –      | –       | £5 000 | –       | £9 000  | –      | £14 000 | –       | £22 000     | –      | £33 000  | £75 000   | £175 000  |
| UK Championship             | £0    | –     | £2 500 | –      | £5 000  | –      | £7 500  | £10 000 | –      | £15 000 | –       | £25 000     | –      | £50 000  | £100 000  | £250 000  |
| Shoot-Out                   | –     | £250  | –      | –      | –       | £500   | –       | £1 000  | –      | £2 000  | –       | £4 000      | –      | £8 000   | £20 000   | £50 000   |
| Scottish Open               | –     | £0    | –      | –      | –       | £3 000 | –       | £4 500  | –      | £7 500  | –       | £11 000     | –      | £17 500  | £35 000   | £80 000   |
| World Grand Prix            | –     | –     | –      | –      | –       | –      | –       | £5 000  | –      | £7 500  | –       | £12 500     | –      | £20 000  | £40 000   | £100 000  |
| German Masters              | –     | £0    | –      | –      | –       | £3 000 | –       | £4 500  | –      | £7 500  | –       | £11 000     | –      | £17 500  | £35 000   | £80 000   |
| Welsh Open                  | –     | £0    | –      | –      | –       | £3 000 | –       | £4 500  | –      | £7 500  | –       | £11 000     | –      | £17 500  | £35 000   | £80 000   |
| Players Championship        | –     | –     | –      | –      | –       | –      | –       | –       | –      | £10 000 | –       | £15 000     | –      | £30 000  | £50 000   | £125 000  |
| World Open                  | –     | £0    | –      | –      | –       | £5 000 | –       | £9 000  | –      | £14 000 | –       | £21 500     | –      | £32 500  | £73 000   | £170 000  |
| Tour Championship           | –     | –     | –      | –      | –       | –      | –       | –       | –      | –       | £20 000 | £30 000     | –      | £40 000  | £60 000   | £150 000  |
| Mistrzostwa Świata          | £0    | –     | £5 000 | –      | £10 000 | –      | £15 000 | £20 000 | –      | £30 000 | –       | £50 000     | –      | £100 000 | £200 000  | £500 000  |